# László Cseh (futebolista)
László Cseh (4 de abril de 1910 - 8 de janeiro de 1950) foi um futebolista húngaro. 

## Carreira
László Cseh fez parte do elenco da Seleção Húngara de Futebol da Copa do Mundo de 1938. Ele não atuou.

## Ligações Externas
- Perfil em Fifa.com (em inglês)